# Phoroncidia scutula
Phoroncidia scutula là một loài nhện trong họ Theridiidae.
Loài này thuộc chi Phoroncidia. Phoroncidia scutula được Hercule Nicolet miêu tả năm 1849.